# Hopa
Hopa (lázul: Xopa, grúzul: ხოფა, örményül: Հոպա, oroszul: Хопа) Törökország Artvin tartománya Hopa  nevű körzetének székhelye, kikötőváros. Itt született Tolga Zengin, a Trabzonspor kapusa.